# Pók Pál
Pók Pál (Eger, 1929. június 27. – Budapest, 1982. szeptember 11.) olimpiai ezüstérmes vízilabdázó.

## Életpályája
A Magyar Országos Véderő Egylet Egri Sportegyesületében kezdett el úszni, később a klub vízilabdázója is.
Az 1948-as nyári olimpián egy alkalommal szerepelt az ezüstérmes magyar csapatban. Az ELTE Állam- és Jogtudományi Karán szerzett diplomát, majd a vendéglátóiparban helyezkedett el. 
1982. szeptember 11-én halt meg Budapesten. Lánya, Edina magyar válogatott hátúszó volt.